# Hieracium gilliesianum
Hieracium gilliesianum là một loài thực vật có hoa trong họ Cúc. Loài này được Sleumer mô tả khoa học đầu tiên năm 1956.